# Suibhne
Suibhne (mort le 2 mars 772) ecclésiastique irlandais qui fut abbé d'Iona de 767 à 771.

## Biographie
L'origine de Suibhne est inconnue ce qui est inhabituel pour un abbé d'Iona qui dans la période qui précède les invasions vikings est traditionnellement issu d'une lignée royale le plus souvent apparentée à celle du fondateur Colomba d'Iona. Suibhne a la charge de la communauté monastique dès 766 lorsqu'il se rend en Irlande un an avant le décès de Sléíbine à qui il succède comme 16e abbé l'année suivante.
Suibhne est vraisemblablement le moine homonyme évoqué par le savant et géographe carolingien d'origine irlandaise Dicuil qui le présente comme son maitre en indiquant qu'il a reçu un moine ayant visité la Terre Sainte quelque temps avant 767. Suibhne résigne ses fonctions en 771 et meurt l'année suivante. Sa fête est fixée au 2 mars et il a comme successeur Bressal mac Ségéne

## Article lié
- Abbaye d'Iona